# Sci alpino alla XXIX Universiade invernale
Le gare di sci alpino alla XXIX Universiade invernale di Krasnojarsk in Russia si sono svolte dal 3 all'11 marzo 2019 sulla Funpark Bobrovy Log.
Si sono disputate quattro gare maschili e altrettante femminili (supergigante, slalom gigante, slalom speciale, combinata) e una gara a squadre mista.

## Podi

### Uomini
| Evento                     | Oro             | Tempo   | Argento            | Tempo   | Bronzo          | Tempo   |
| Supergigante (dettagli)    | Lukas Zippert   | 57.04   | Tomáš Klinský      | 57.24   | Yannick Chabloz | 57.33   |
| Slalom gigante (dettagli)  | Ivan Kuznetsov  | 1:55.51 | Alberto Blengini   | 1:56.03 | Livio Simonet   | 1:56.21 |
| Slalom speciale (dettagli) | Semën Efimov    | 1:27.14 | Richard Leitgeb    | 1:28.08 | Paco Rassat     | 1:28.36 |
| Combinata (dettagli)       | Yannick Chabloz | 1:35.59 | Anton Endzhievskiy | 1:35.73 | Nikita Alekhin  | 1:35.75 |

### Donne
| Evento                     | Oro                 | Tempo   | Argento           | Tempo   | Bronzo                | Tempo   |
| Supergigante (dettagli)    | Jessica Gfrerer     | 58.44   | Amélie Dupasquier | 59.53   | Fanny Axelsson        | 59.70   |
| Slalom gigante (dettagli)  | Ekaterina Tkachenko | 1:58.52 | Denise Dingsleder | 1:59.39 | Yulia Pleshkova       | 1:59.46 |
| Slalom speciale (dettagli) | Ekaterina Tkachenko | 1:32.45 | Denise Dingsleder | 1:32.91 | Anastasia Gornostaeva | 1:33.25 |
| Combinata (dettagli)       | Jessica Gfrerer     | 1:31.38 | Amélie Dupasquier | 1:31.93 | Carmen Haro           | 1:32.12 |

### Misti
| Evento                    | Oro                                                                        | Argento                                                                | Bronzo                                                           |
| Gara a squadre (dettagli) | Austria Jessica Gfrerer Richard Leitgeb Denise Dingsleder Julian Kienreich | Russia Sofia Krokhina Denis Vorobev Ekaterina Tkachenko Nikita Alekhin | Svezia Agnes Dahlin Filip Steinwall Louise Jansson Jacob Persson |

## Medagliere
| Pos.   | Paese     | Oro | Argento | Bronzo | Totale |
| ------ | --------- | --- | ------- | ------ | ------ |
| 1.     | Russia    | 4   | 2       | 3      | 9      |
| 2.     | Austria   | 3   | 3       | 0      | 6      |
| 3.     | Svizzera  | 2   | 2       | 2      | 6      |
| 4.     | Rep. Ceca | 0   | 1       | 0      | 1      |
| 4.     | Italia    | 0   | 1       | 0      | 1      |
| 6.     | Francia   | 0   | 0       | 2      | 2      |
| 6.     | Svezia    | 0   | 0       | 2      | 2      |
| Totale | Totale    | 9   | 9       | 9      | 27     |